# Limnonectes selatan
Espèce
Limnonectes selatan est une espèce d'amphibiens de la famille des Dicroglossidae.

## Répartition
Cette espèce est endémique de Malaisie péninsulaire. Elle se rencontre entre 200 et 1 069 m d'altitude dans les États de Pahang et de Selangor.

## Publication originale
- Matsui, Belabut & Ahmad, 2014 : Two new species of fanged frogs from Peninsular Malaysia (Anura: Dicroglossidae) Zootaxa, no 3881, p. 75–93.